# Diocesi di Tampere
La diocesi di Tampere (in finlandese Tampereen hiippakunta) è una diocesi della chiesa evangelica luterana della Finlandia presieduta dalla vescovo di Tampere, che risiede nella cattedrale di Tampere.

## Storia
La diocesi era stata originariamente istituita a Vyborg nel 1554 da re Gustavo Vasa staccandola dalla diocesi di Turku che all’epoca era l’unica della Finlandia, con l’intento di far meglio presidiare le zone orientali del paese da parte dell’allora Chiesa di Svezia.
La sconfitta svedese nella Grande guerra del Nord comportò la conquista russa di Vyborg e la fuga del vescovo a Porvoo. Con l’indipendenza successiva alla Prima guerra mondiale, la generale riorganizzazione della Chiesa di Finlandia portò lo spostamento del vescovo a Tampere per lasciar spazio a una nuova diocesi svedese. Al contempo veniva creata una nuova diocesi di Vyborg. Dopo la Seconda guerra mondiale dal territorio ecclesiastico si staccherà poi la diocesi di Helsinki.
La diocesi conta circa 450.000 membri. Le più grandi parrocchie all'interno della diocesi sono le chiese di Hämeenkyrö, Hämeenlinna, Kangasala, Tammela e Tampere. L'attuale vescovo di Tampere è Matti Repo.

## Cronotassi dei vescovi
Vescovi di Vyborg
- Paolo Juusten 1554–1563, trasferito
- Canutus Johannis 1563–1564
- Eerik Härkäpää 1568–1578
- Olaus Elimaeus 1618–1629
- Nicolaus Magni Carelius 1630–1632
- Gabriel Melartopaeus 1633–1641
- Petrus Bjugg 1642–1656
- Nicolaus Nycopensis 1658–1664
- Petrus Brommius 1664–1672
- Abraham Thauvonius 1672–1679
- Henrik Carstenius 1679–1683
- Petrus Bång 1681–1696
- Petrus Laurbecchius 1696–1705
- David Lund 1705–1711

Vescovi di Porvoo
- Johannes Gezelius il giovane 1721–1733
- Daniel Juslenius 1734–1743
- Johan Nylander 1745–1761
- Gabriel Fortunius 1762–1789
- Paul Krogius 1789–1792
- Zacharias Cygnaeus 1792–1809
- Magnus Jacob Alopaeus 1809–1818
- Zacharias Cygnaeus the younger 1819–1820
- Johan Molander 1821–1837
- Carl Gustaf Ottelin 1838–1864
- Frans Ludvig Schauman 1865–1878
- Anders Johan Hornborg 1878–1883
- Johan Viktor Johnsson 1884
- Carl Henrik Alopaeus 1885–1892
- Herman Råbergh 1892–1920

Vescovi di Tampere
- Jaakko Gummerus 1920–1933
- Aleksi Lehtonen 1934–1945, trasferito[1]
- Eelis Gulin 1945–1966
- Erkki Kansanaho 1966–1981
- Paavo Kortekangas 1981–1996
- Juha Pihkala 1996–2008[2]
- Matti Repo 2008–in carica[2][3]